# Locatello
Locatello – miejscowość i gmina we Włoszech, w regionie Lombardia, w prowincji Bergamo.
Według danych na styczeń 2009 gminę zamieszkiwało 836 osób przy gęstości zaludnienia 222,9 os./1 km².